# Jack Molinas
Jacob L. Molinas (* 31. Oktober 1931; † 3. August 1975 in Hollywood, Kalifornien) war ein US-amerikanischer Basketballspieler und die zentrale Figur im Wettskandal, der in den 50ern die NBA erschütterte und zu lebenslangen Sperren für zahlreiche Spieler wie Connie Hawkins (Sperre später aufgehoben) führte. Molinas wurde für seine Wettgeschäfte zu zehn Jahren Haft verurteilt, aber bereits nach fünf Jahren freigelassen. Molinas pflegte Kontakt zum New Yorker Mafiaboss Tommy Eboli. 